# UFO-vallások
Az UFO-vallások olyan új vallási mozgalmak, amelyekben az UFO-kat működtető földönkívüli entitások létezése a hit központi eleme. Az ilyen vallások hívei általában úgy gondolják, hogy a fölönkívüliek érdekeltek az emberiség jólétében. Egyes hívei úgy vélik, hogy a földönkívüli civilizációk, technológiák érkezése vagy újrafelfedezése képessé teszi az emberiséget a jelenlegi ökológiai, társadalmi problémák leküzdésére. Azt feltételezik, hogy az olyan problémákat, mint az erőszak, a háborúk, a fanatizmus, a szegénység felszámolása stb. a földönkívüli technológia és spiritualitás felhasználásával meg lehet oldani.
Az UFO-vallások mindenekelőtt a nyugati kultúrájú országokban, például az Egyesült Államokban, Kanadában, az Egyesült Királyságban, Franciaországban, továbbá Japánban fejlődtek ki, ahol a társadalom technológiailag és társadalmilag fejlett. Ezekben az országokban a „repülő csészealjak” (UFO-k) fogalma 1947-től (roswelli incidens) kapott nagy médiavisszhangot. Így az 1950-es évektől a szociológusok, vallástörténészek elkezdték a megjelenő UFO-vallások tanulmányozását.

## Nevezetesebb UFO-vallások
- Raëlizmus

A nemzetközi raëlita mozgalmat "a világ legnagyobb UFO-vallásaként" határozzák meg.
- Szcientológia

Gregory L Reece vallástudós és író a szcientológiát az UFO-vallások közé sorolja, bizonyos nézetei miatt, ugyanakkor megjegyzi, hogy egyedülálló az UFO-kultúrában és nehéz kategorizálni.
- Aetherius Society (wd) (Éteri Társaság)

A vallástörténészek úgy vélik, hogy ez volt az első UFO-vallás. Az Éteri Társaságot George King alapította az 1950-es évek közepén annak eredményeként, hogy állítása szerint földönkívüli intelligenciákkal tartott kapcsolatot, akiket "kozmikus mestereknek" nevezett. A hívő fő célja, hogy együttműködjön ezekkel a kozmikus mesterekkel, hogy segítse az emberiség jelenlegi földi problémáit megoldani és egy Új Korba (New Age) előrehaladni.
- Heaven's Gate (wd)

A Heaven's Gate (Mennyország kapuja) nevű csoportot 1974-ben alapították, és 1997-ben vált széles körben ismertté, amikor az alapító Marshall Applewhite 39 követőt győzött meg tömeges öngyilkosságra, hogy lelküket egy űrhajóra vigyék át, mielőtt a Hale–Bopp-üstökös bezárja a Mennyország kapuját.
- Űremberek (Vesmírní lidé)

Egy cseh és szlovák ufóvallás, amelyet az 1990-es években alapítottak és amelynek középpontjában Ivo A. Benda áll. Hitrendszerük azon földönkívüli civilizációk létezésén alapul, amelyek 1997 októbere óta kommunikálnak Bendával és más kapcsolattartókkal telepatikus úton, majd később akár közvetlen személyes kapcsolat útján is. Csehországban a legjellegzetesebb UFO-vallásnak tartják őket.

## Földönkívüliek más, nem UFO-vallásokban
- Felemelkedett Mesterek Tanításai

A Felemelkedett Mesterek Tanításai a teozófián alapuló vallások csoportja. Számos mozgalmának tanításaiban spirituálisan megvilágosodott lényeknek tartják , akik a múltbeli inkarnációkban hétköznapi emberek voltak, de egy sor spirituális átalakuláson mentek keresztül. A tanításai szerint a „Fény Mestere”, a „Gyógyító” vagy „Lelki Mester” egy olyan lény, aki képes az 5. dimenzióban élni. Egyes mestereknél nincs szó UFO-król, azonban Joshua David Stone tanításaiban már megjelenik.
- Az Utolsó Napi Szentek J. K. Egyháza

A mormon szentírások szerint a Föld csak egy a sok lakott világ közül, és sok bolygó vagy csillag lakott, ahol intelligens lények élnek, amelyről azt mondják, hogy közelebb van Isten trónjához. A Kolob egy olyan csillag vagy bolygó, amelyet a szent szövegük, Ábrahám könyve is leír.
- Iszlám Nemzet

Az Iszlám Nemzetben az UFO-kat ember alkotta eszköznek tekintik, amelyet nem idegenek, hanem emberek irányítanak, és megjelenésük az Ítélet Napjának kezdetét jelenti. Elijah Mohamed kijelentette, hogy Ezékiel próféta könyve egy „űrhajót”  ír le.